# تايسوكي ميازاكي
تايسوكي ميازاكي (باليابانية: 宮崎 泰右) (5 مايو 1992 في كاواغويه في اليابان – )؛ هو لاعب كرة قدم ياباني سابق كان يلعب كلاعب وسط.

## وصلات خارجية
- تايسوكي ميازاكي على موقع رابطة كرة القدم اليابانية للمحترفين (اليابانية)
- تايسوكي ميازاكي على موقع قاعدة بيانات كرة القدم.إي يو (الإنجليزية)
- تايسوكي ميازاكي على موقع Soccerway.com (الإنجليزية)
- تايسوكي ميازاكي على موقع عالم كرة القدم.نت (الإنجليزية)
- تايسوكي ميازاكي على موقع كووورة